# Avatar (icona)
Un avatar, es tracta del signe que, a través d'una relació de semblança, pot representar un cert objecte. En un videojoc o a Internet, és un personatge virtual definit amb els trets individuals escollits per un/a internauta que representa cadascuna de les persones que hi participen o al ciberespai cadascun dels participants en una tertúlia o qualsevol altra activitat en línia.
El terme avatar prové del mot sànscrit avatāra que significa 'encarnació', on fa referència als descens deliberat d'un ésser immortal o diví al món dels mortals amb una missió específica. Per exemple, Krixna és el vuitè avatar de Vixnu, el Conservador, venerat com a déu per molts hindús.
El teu avatar és el que permet que els altres usuaris reconeguin algú a les diferents pàgines web a què una persona pot estar associada. Cada individu posseeix la llibertat d'utilitzar qualsevol imatge o fotografia. S'aconsella és pensar en la identitat de l'usuari a Internet, així que és molt millor utilitzar una fotografia pròpia.
Els avatars poden ser fotografies, dibuixos o, representacions tridimensionals. Com a tal, es poden veure avatars en videojocs, jocs de rol, fòrums de discussió, missatgeria instantània i plataformes d'interacció com Facebook.
En l'àmbit de la informàtica, un icona es una representació gràfica esquemàtica que s'utilitza per identificar programes (programari) o diverses funcions que poden desenvolupar amb una computadora o un altre dispositiu. Aquests pictogrames digitals faciliten l'ús dels equipaments tecnològics.
En general utilitzem imatges de dibuixos animats favorits, sèries Mangas, moltes vegades s'utilitzen gif animats de diferents procedències o editats per nosaltres mateixos, aquests avatars estan molt familiaritzats amb el Nickname. Alguns estudiosos del tema confessen que les imatges depenen del comportament del cibernauta, encara que existeixen molts que s'arrisquen i col·loquen la seva fotografia.

## Icona
Una icona és una imatge o representació que substitueix a un objecte o a una idea.
La paraula icona ve del grec i significa imatge. El terme s'empra per referir a imatges, signes i símbols que són utilitzats per representar conceptes o objectes.
La iconografia és àmpliament utilitzada en diversos àmbits. Pot dir-se que pràcticament tot el que ens envolta en les societats contemporànies són icones, símbols, o imatges representatives. Les icones tenen un propòsit figuratiu, decoratiu i significatiu.

## La personalització als videojocs
Per augmentar la identificació amb el seu propi avatar, la majoria d'usuaris buscaran que s'assembli físicament a ells.
Però hi ha una qüestió a tenir en compte: la resta de jugadors veuran el seu avatar com el jugador mateix. L'efecte Proteo descriu el comportament que tenim en funció del nostre físic. Nick Yee va descobrir que els jugadors amb avatars més alts solien ser més segurs de si mateixos, els que eren més atractius s'acostaven més a altres persones i compartien informació personal.
Inconscientment, actuen com creien que els altres esperen que ho feu en funció dels avatars. Així que l'avatar no solament constitueix el físic del personatge, sinó que influeix en la personalitat dins del joc o plataforma d'interacció.

### Icona a partir d'un logo
No fa falta que se encaixi tot el logo en l'avatar.
L'avatar ha de ser simple i poder distingir-se d'uns altres fins i tot en grandàries petites, per la qual cosa si la una marca disposa d'un símbol, potser és una bona idea usar-lo.
És possible que un logo no encaixi en un quadrat per ser massa horitzontal o vertical i no disposar d'un símbol que usar de forma aïllada.
En aquest cas, s'hi ha de incloure una aplicació del logo en la qual un element aïllat serveixi de símbol, o les inicials o lletres més representatives del logo.
Un avatar per a xarxes socials ha de ser una mica més que una versió en quadrat del logo. Pot ser una aplicació diferent i especialment dissenyada per a això, sempre que sigui coherent.

## Avatars als fòrums
Donada la ràpida expansió en l'ús d'avatars en fòrums de discussió d'Internet, es desconeix quin va ser el primer fòrum que va incorporar l'ús d'imatges de reduïdes dimensions (freqüentment properes a 100 x 100 píxels) com a avatars representatius per a cada usuari, que acompanyaven a tots els seus missatges.
Alguns fòrums permeten incorporar una imatge des del computador personal o una adreça URL al fòrum perquè sigui utilitzada com el seu avatar. Uns altres disposen d'una galeria d'imatges preestablerta perquè el participant o usuari pugui triar una entre elles.

## Avatars a la missatgeria instantània
AOL Instant Messenger va ser el segon servei de IM que va introduir l'ús d'avatars en les seves conferències, prenent la idea dels videojocs. No obstant això, els usuaris d'aquest i molts altres programes IM se solen referir als avatars com a "imatges personals". Actualment existeixen multitud de programes de missatgeria que empren avatars, tals com Google Talk, Yahoo! Messenger, Windows Live Messenger i diversos clients per Jabber/XMPP.